# Мішель Марк Бушар
Мішель Марк Бушар (нар. 2 лютого 1958, Альма, Канада) — письменник.

## Життєпис
Народився в невеликому місті Альма на сході Квебеку. Перший текст для театру написав, коли ще навчався в коледжі. Має диплом бакалавра з театрального мистецтва Оттавського університету. Драматургією займається з 1983 року. За цей час створив понад 25 театральних п’єс. Усі вони були поставлені на канадській театральній сцені.
Його твори ставилися у понад п’ятдесяти країнах, і на сьогодні існує близько 500 постановок приблизно двадцятьма мовами, які йшли в театрах Європи, Азії та обох Америк.
За його п’єсами знято 7 фільмів (3 — на стадії підготовки), зокрема такими режисерами, як Джон Ґрейсон («Лілеї»), Софі Лорен («Хвилі спеки»), Ксав’єр Долан («Том на фермі»), Міка Каурісмякі («Христина — дівчина-король») та іншими.
Дві п’єси Бушара стали основою для опер: «Лілеї» (Монреаль, 2016) і «Христина — дівчина-король» (Торонто, 2020).
Бушар — лауреат багатьох престижних театральних і літературних премій, серед яких — Journal de Montréal, Betty Mitchell Award, Dora Mavor Moore Award, SACD (Париж), American Lambda Award (Нью-Йорк), Primo Candoni (Італія), премія Laurent-McCutcheon за боротьбу проти гомофобії та премія Gascon-Thomas, якою нагороджують за надзвичайний внесок у розвиток і популяризацію канадського театру, премія Атанасе-Девіда (Prix du Québec) — найважливіша літературна відзнака, якою нагороджує нація Квебеку (2021).
Офіцер Ордену Канади, Кавалер Національного Ордену Квебеку, член Ордену Bleuet, член Академії літератури Квебеку. Лауреат Премії Генерал-губернатора Канади в галузі виконавських мистецтв за всю свою кар’єру в Канаді та за кордоном (2023).

## П'єси
- 1976 — Angélus
- 1976 — Dans les bras de Morphée Tanguay
- 1980 — Les Porteurs d’eau
- 1983 — Rock pour un faux bourdon
- 1983 — La Contre-nature de Chrysippe Tanguay, écologiste
- 1984 — La Poupée de Pélopia
- 1984 та 1986 — La Visite ou Surtout, sentez-vous pas obligés de venir!
- 1987 — Les Feluettes ou La répétition d'un drame romantique
- 1988 — Les Muses orphelines
- 1989 — L'Histoire de l’oie
- 1991 — Les Grandes Chaleurs
- 1992 — Les Papillons de nuit (Night Butterflies)
- 1994 — Le Voyage du couronnement
- 1995 — Le Désir
- 1997 —Pierre et Marie… et le démon
- 1998 — Le Chemin des Passes-dangereuses
- 2000 — Sous le regard des mouches
- 2003 — Les Manuscrits du déluge
- 2004 — Le Peintre des madones
- 2007 — Des yeux de verre
- 2011 — «Том на фермі»[fr] (фр. Tom à la ferme)
- 2013 — Christine, la reine-garçon
- 2015 — La Divine Illusion
- 2019 — La Nuit où Laurier Gaudreault s'est réveillé
- 2021 — Embrasse
- 2025 — Une fête d’enfants

## Фільмографія
- 1996 — Les Feluettes (Lilies), scénario de Michel Marc Bouchard, adapté au cinéma par John Greyson.
- 1998 — L’Histoire de l’oie, scénario de Michel Marc Bouchard, adapté pour la télé Tim Southam (The Tale of Teeka).
- 2000 — Les Muses orphelines, scénario de Gilles Desjardins, adapté au cinéma par Robert Favreau.
- 2009 — Les Grandes Chaleurs, scénario de Michel Marc Bouchard, adapté au cinéma par Sophie Lorain.
- 2013 — «Том на фермі», сценарій Мішеля Марка Бушара та Ксав'є Долана, адаптований для кіно Ксав'є Доланом
- 2014 — The Girl King, scénario de Michel Marc Bouchard, réalisation de Mika Kaurismäki.
- 2022 — La Nuit où Laurier Gaudreault s'est réveillé, scénario et réalisation de Xavier Dolan.

## Опери
- 2016 — Les Feluettes, livret de Michel Marc Bouchard, musique de Kevin March.
- 2022 — La Beauté du monde, livret de Michel Marc Bouchard, musique de Julien Bilodeau.
- 2024 — La Reine-garçon, livret de Michel Marc Bouchard, musique de Julien Bilodeau.

## Інтернет-ресурси
- Michel Marc Bouchard
- (фр.) Fonds Michel Marc Bouchard (R14198) at Library and Archives Canada
- (in Ukrainian) Том на фермі K.: Видавництво Анетти Антоненко, 2017
- (in Ukrainian) ХРИСТИНА, дівчина-король K.: Видавництво Анетти Антоненко, 2019